# Szepessy-Sokoll Rudolf
Négyesi és Rénói báró Szepessy-Sokoll Rudolf (1891. − 1917 november 6.) az Osztrák–Magyar Monarchia hadseregében harcoló magyar pilóta volt az első világháborúban, tevékenykedése során 5 igazolt légi győzelmet aratott.

## Élete
Állítólag nagyon magas ember volt, a két métert is meghaladta, amely a 19. században még ritka volt. 1914-ben, az első világháború kitörésekor zászlósként került az 1. huszárezred állományába. Az orosz fronton harcolt, ahol kitüntette magát és 1915. január 1-én előléptették hadnaggyá. 1915 nyarán önként jelentkezett repülőnek és Bécsújhelyen elvégezte a megfigyelőtiszti tanfolyamot. Szeptember 2-án levizsgázott és az olasz frontra, a gardolói bázisú 17. repülőszázadhoz került.
1916 február 14-én részt vett a hadtörténelem első stratégiai légibombázásában, amikor a 7. 16. és 17. repülőszázad tíz gépe bombákat dobált Milánóra. Szepessy és pilótája, Philipp Postl egy Lohner B.VII típusú géppel vett részt az akcióban, amelyet az ellenséges vadászok és légvédelem tevékenysége ellenére sikerrel végrehajtottak és egy Caudron típusú repülőgépet le is lőttek. Szepessy 1916 szeptemberében elkezdte a pilótatanfolyamot, amelyet a következő év tavaszára fejezett be. Időközben november 1-én főhadnaggyá léptették elő.
1917. április 3-án az orosz frontra vezényelték, előbb a 10., aztán augusztusban a 27., végül szeptemberben a 3. repülőszázadhoz. Szeptember 20-án megszerezte második légi győzelmét, amikor Albatros D.II vadészgépével Boratin körzetében lelőtt egy orosz kétüléses Nieuport repülőt. Október 4-én egy felderítőt kísért, amikor Zalizci mellett foszforos gyújtólövedékkel felfedezett és megsemmisített egy megfigyelőballont.
1917. október 11-én áthelyezték az olasz hadszíntérre a Sesana bázisú 41. vadászrepülő-századhoz. November 5-én a századparancsnokkal, Godwin von Brumowskival és Frank Linke-Crawforddal közösen megtámadták a Tagliamento folyó hídját bombázó tizenöt olasz hidroplánt és kilőttek két Macchi L.3 repülőcsónakot. Ezzel Szepessy öt légi győzelmet mondhatott magáénak és bekerült az ászpilóták közé.
Két nappal később, november 7-én Albatros D.III gépével Radamas Iskra törzsőrmesterrel párban repülve a Piave fölött találkozott a padovai olasz 91. repülőszázad két tapasztalt pilótájával, Francesco Baraccával és Giorgio Pessivel, akik a légiharcban mindkét osztrák-magyar gépet lelőtték. Iskra olasz területen hajtott végre kényszerleszállást és hadifogságba esett. Szepessy golyót kapott a gerincébe, de a frontvonalon még átvergődött, majd Latisana mellett tette le a gépet, amely eközben összetört. Röviddel azután, hogy kiszabadították a roncsok közül, Szepessy-Sokoll Rudolf belehalt sérüléseibe. 

## Kitüntetései
- Vaskoronarend III. osztály a hadidíszítménnyel és kardokkal (posztumusz)
- Katonai Érdemkereszt III. osztály hadidíszítménnyel és kardokkal
- Ezüst Katonai Érdemérem hadiszalagon
- Bronz Katonai Érdemérem hadiszalagon
- Ezüst Vitézségi Érem I. osztály
- A Német Lovagrend Máriakeresztje

## Győzelmei
| Sroszám | Dátum                | Repülőgép      | Ellenfél    | Hely      |
| ------- | -------------------- | -------------- | ----------- | --------- |
| 1       | 1916. február 14.    | Lohner B.VII   | Caudron     | Milánó    |
| 2       | 1917. szeptember 20. | Albatros D.III | Nierpourt 2 | Boratin   |
| 3       | 1917. október 4.     | Albatros D.III | Ballon      | Iwanczony |
| 4       | 1917. november 5.    | Albatros D.III | Macchi L-3  | Latisana  |
| 5       | 1917. november 5.    | Albatros D.III | Macchi L-3  | Latisana  |